# 可視言語
可視言語（英語：Visible Speech）是英國语言學家亚历山大·梅尔维尔·贝尔於1867年發明的一套語音符號，這套系統用來表示發音器官在發音時的位置。貝爾以教授發音與演說術及撰寫相關問題的書籍而聞名國際。這套系统是由表示喉、舌、唇在發音時的位置和移動方式的符號所組成的，也是一種標音方式。這套系统曾用来幫助聾人學習說話。
1864年，麥維爾首度發表了可視言語，以幫助聾人學習並改善他們的發音（因為嚴重失聰者無法聽到自己的發音）。為了進一步推廣，貝爾以其系統的29個附加符號和聲調，52個輔音，36個元音和十幾個雙元音為基礎，制定了兩套簡寫形式： 分別是世界英语和線式書寫，前者類似於國際音標，後者可作為速記員使用的速記符號。
麥維爾的可視言語在當時相當受到重視，法國醫生及特殊教育專家愛德華·塞岡曾稱讚可視言語是「比他兒子亞歷山大‧格拉漢姆·貝爾的電話更為偉大的發明」。麥維爾也預見他的發明可應用在更多地方，如國際化的通用語言。儘管1880年曾在米蘭第二屆國際聾人教育會議大力推廣，甚或是在聾人教育上多年來的實際應用，和其他發音教學方法相比，可視言語在聾人教育上仍是較為麻煩的，反倒是一種阻礙 ，  最終也從實際使用中淡出。
他的兒子亚历山大·格拉汉姆·贝尔曾學習這套符號，協助父親向大眾展示可視言語，同時他也精熟於這套系統，甚至對父親的這套系統做了改良。亞歷山大‧格拉漢姆·貝爾也因此成為可視言語及口語教學法在美國的強力倡議者。而他從電話專利及伏特實驗室專利得來的獲利而幫助他進一步推廣可視言語。

## 早期發展
1867年，亞歷山大·麥維爾·貝爾出版了《可視言語：通用字母研究》。這本書包含他發明的這套符號系統的相關資訊，這套符號符號在用來寫單詞時能非常準確地表明發音，甚至可以反映出區域性口音的差異。  當一個人閱讀用麥維爾的符號系統書寫的一段文字，便可以像具有外國或當地口音的人一般，準確地再現一個句子。 在一次展示中，麥維爾·貝爾先以可視言語記錄現場觀眾的口語，再請他兒子亞歷山大·格拉漢姆·貝爾做為演示者，依據所記下的文字發音，並準確地說出觀眾所說的話語，在場觀眾都為之震驚。
在本條目的圖像中，可以看到麥維爾發明的書寫系統的一些範例。從中也可看出麥維爾創建這套書寫符號的用意。這些套書寫符號系統的字母，與相對應的語音實際發音時的嘴形。這套系統能夠如此有用，不僅是它以視覺化表示模仿發音的口腔的動作，更是因為這樣的對應性，這些符號可用於以書寫任何語言的單詞，也因此被稱為「通用字母」。

## 可視言語的新進展
亞歷山大‧格拉漢姆‧貝爾之後設計了一套視覺化信號系統，同樣可被稱做「可視言語」， 不過這套系統並未使用書寫符號來教導聾人發音。取而代之的，格拉漢姆·貝爾在華盛頓特區伏特實驗室發展的這套系統，使用了聲譜儀，它可以做出「小量語音樣本的頻率、強度及時間分析的視覺化記錄」。  聲譜儀透過光學顯影過程，將語音轉譯為可閱讀的形式。 這個系統的基本概念是，人眼應當能夠如同耳朵聽辨發聲一般地閱讀由語音轉化出的頻譜記錄，並理解語音承載的意義。而現代對於此概念的應用，常見於音韻學， 言語治療和語音識別。

## 方法
由於希望能使聾人使用電話，以聲譜圖將語音轉化為視覺化表示的這個想法也隨之促生。  若語音可被譯為可閱讀的形式，在收話端的聾人則不需要聽，只要閱讀語音轉譯的內容便能了解訊息的意義。而視覺化的聲譜閱讀也能以一人讀出聲譜圖，並同時以小型螢幕來確認發話的方式來教導發音。

## 腳註
1. ↑  Winzer 1993, pg.192
2. ↑  Winzer 1993, pg.193
3. 1 2  Winzer 1993, pg.194
4. ↑  Winzer 1993, pg.195–203

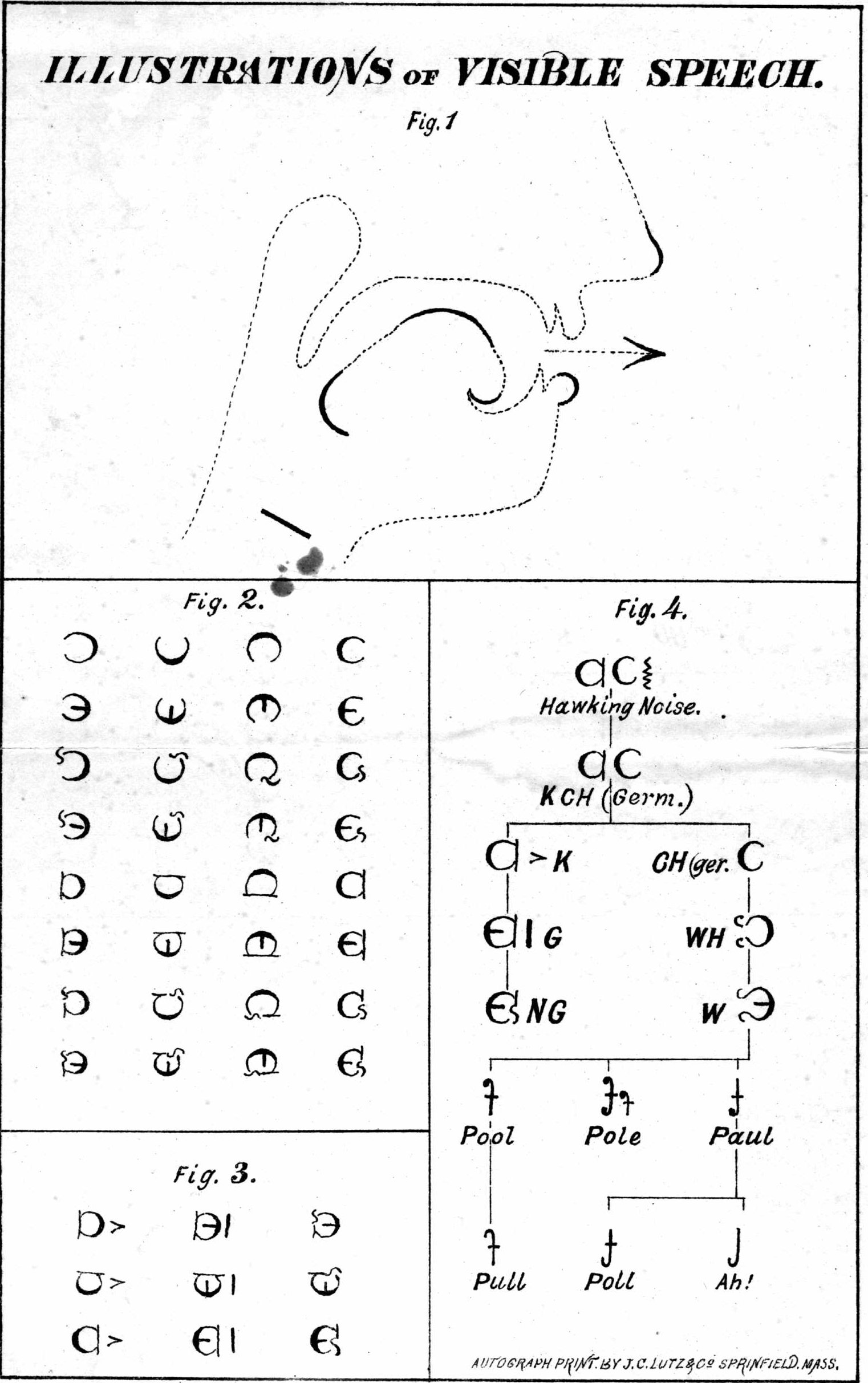
可視言語圖例

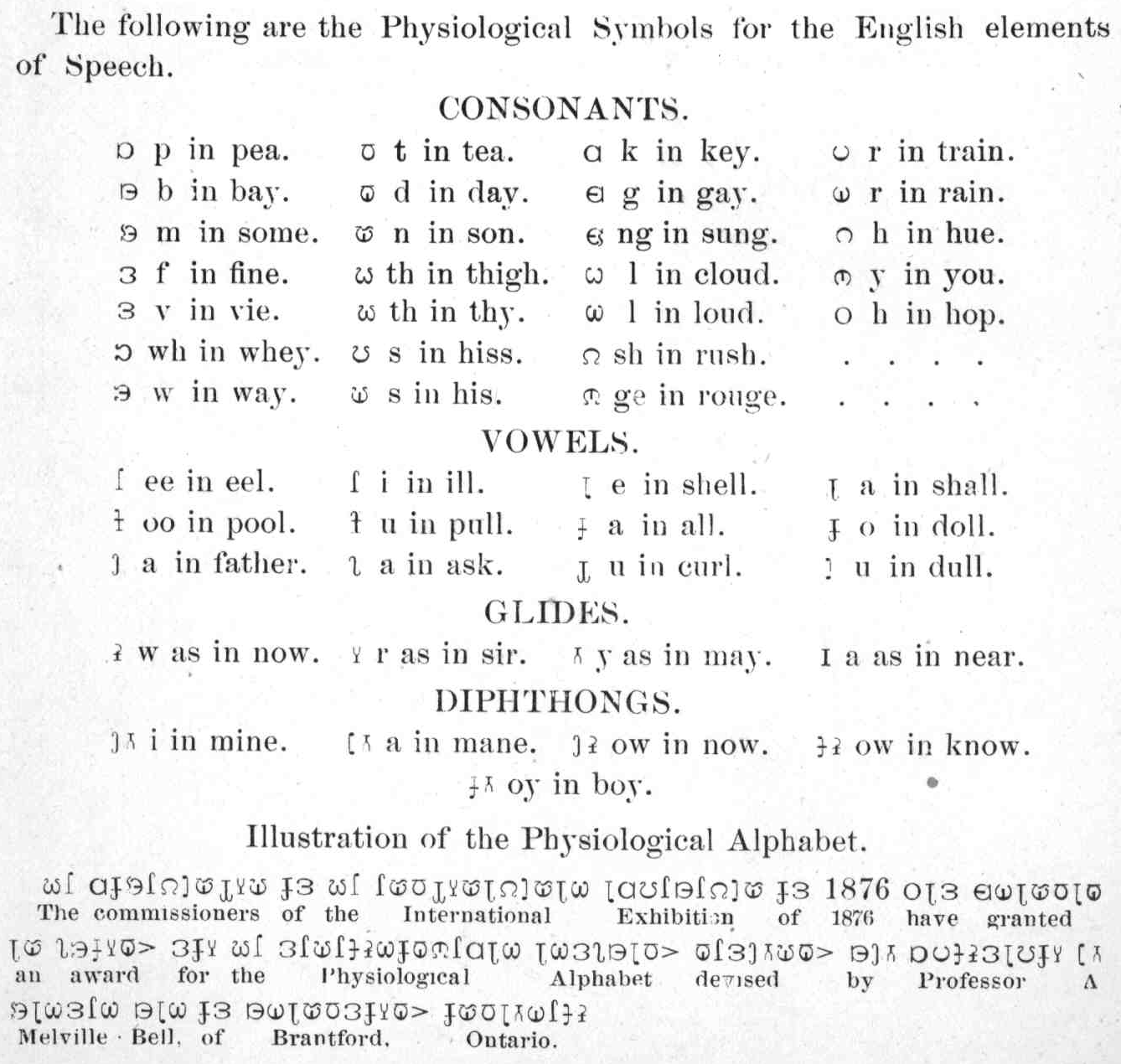
英語語音表

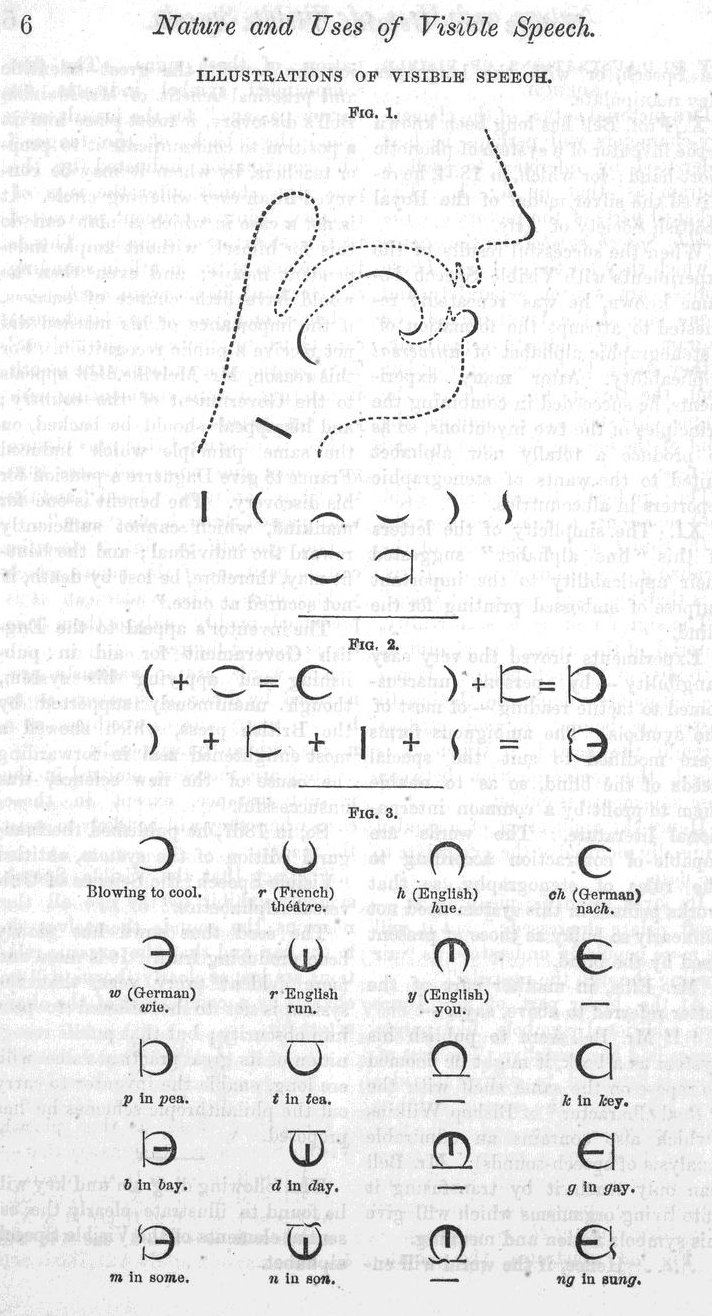
論可視言語的性質和用途

5. 1 2  Potter, Kopp, and Kopp, 1966. Visible Speech.
6. ↑  Melville Bell, 1867. Visible Speech: The Science of Universal Alphabetics.
7. ↑  Myers and Crowhurst, Phonology case studies, University of Texas at Austin 2006
8. 1 2  Kopp, 1967. Visible Speech Manual.

## 外部連結
- Visible Speech with IPA equivalents （页面存档备份，存于） (Omniglot.com)
- Visible Speech as a Means of Communicating Articulation to Deaf Mutes （页面存档备份，存于） (American Memory: Alexander Graham Bell Family Papers)
- Description and Overview of Visible Speech, with fonts （页面存档备份，存于）
- Visible Speech, by Alex M. Bell through Google books （页面存档备份，存于）
- Primer of Phonetics, by Henry Sweet through Google books. A manual on Sweet's revision of Visible Speech, Organic Speech （页面存档备份，存于）